# Can Lluís (Vidreres)
Can Lluís és un edifici del municipi de Vidreres (Selva) inclosa en l'Inventari del Patrimoni Arquitectònic de Catalunya.

## Descripció
Es tracta d'una masia de planta quadrada que consta de dos pisos, com són la planta baixa, amb tres obertures, és a dir el gran portal d'accés, amb una gran llinda monolítica conformant un arc pla, muntants de pedra, i la llinda recull una inscripció que fa referència a la data d'origen de l'edifici (1787). Aquest, al mateix temps, està flanquejat per dues finestres rectangulars, de llinda monolítica, amb muntants de pedra i ampit treballat. Pel que fa al primer pis o planta noble, també disposa de tres obertures de similars característiques: rectangulars, de llinda monolítica conformant un arc pla, muntants de pedra i ampit treballat. Coberta amb una teulada de vessants a laterals. Cal destacar l'existència de dos elements interessants dintre la propietat, com són, per una banda, el petit pou i, per l'altra, la torre adossada a la masia, de planta quadrada, amb tres obertures rectangulars i adherida a la masia en el 1973.

## Història
Es tracta d'una masia de planta quadrada que consta de dos pisos, com són la planta baixa, amb tres obertures, és a dir el gran portal d'accés, amb una gran llinda monolítica conformant un arc pla, muntants de pedra, i la llinda recull una inscripció que fa referència a la data d'origen de l'edifici (1787). Aquest, al mateix temps, està flanquejat per dues finestres rectangulars, de llinda monolítica, amb muntants de pedra i ampit treballat. Pel que fa al primer pis o planta noble, també disposa de tres obertures de similars característiques: rectangulars, de llinda monolítica conformant un arc pla, muntants de pedra i ampit treballat. Coberta amb una teulada de vessants a laterals. Cal destacar l'existència de dos elements interessants dintre la propietat, com són, per una banda, el petit pou i, per l'altra, la torre adossada a la masia, de planta quadrada, amb tres obertures rectangulars i adherida a la masia en el 1973.